# يو إف سي ليلة القتال: أديسانيا ضد إيمافوف
يو إف سي ليلة القتال: أديسانيا ضد إيمافوف (بالإنجليزية: UFC Fight Night: Adesanya vs. Imavov) (المعروف أيضًا باسم يو إف سي ليلة القتال 250 ويو إف سي على إي إس بي إن+ 108) هو حدث لفنون القتال المختلطة نظمته يو إف سي، وأُقيم في 1 فبراير 2025، على أنب أرينا في الرياض، السعودية.

## الخلفية
سيمثل هذا الحدث الزيارة الثانية للمنظمة إلى الرياض والأولى منذ حدث يو إف سي على إيه بي سي: ويتيكر ضد أليسكروف في يونيو 2024.
من المتوقع أن يتصدر هذا الحدث نزال في الوزن المتوسط بين بطل يو إف سي للوزن المتوسط السابق مرتين إسرائيل أديسانيا ونصر الدين إيمافوف.
من المتوقع أن يُقام نزال في الوزن المتوسط بين إكرام أليسكروف وأندريه مونيز في الحدث. كان من المقرر في الأصل أن يتنافس الثنائي في حدث يو إف سي على إي إس بي إن: بيريز ضد تايرا في يونيو 2024، لكن مونيز انسحب من النزال بعد إصابته بكسر في القدم. في المقابل، تم إلغاء المباراة مرة أخرى ومن المتوقع إعادة جدولتها لتاريخ مستقبلي حيث واجه مونيز وفريقه مشاكل في التأشيرة.
كان من المقرر إقامة نزال في الوزن الخفيف بين جوردان ليفيت وعبد الكريم السلوادي في هذا الحدث. ومع ذلك، انسحب ليفات لأسباب غير معروفة وحل محله بولاجي أوكي. بدوره، قبل أسبوع واحد من الحدث، انسحب أوكي من القتال لأسباب غير معروفة، لذلك تم إلغاء النزال لاحقًا.
تم ربط نزال العودة في الوزن الخفيف بين بطل الوزن الخفيف ووزن الريشة السابق في مواجهة الفنون القتالية ماتيوز غامروت ورافائيل فيزيف بهذا الحدث. لقد سبق لهما أن ترأسا حدث يو إف سي ليلة القتال: فيزيف ضد غامروت في سبتمبر 2023، حيث فاز غامروت بسبب إصابة. ومع ذلك، لم يتم تحديد موعد المباراة رسميًا للبطاقة.
في الأوزان، بلغ وزن لوكاس ألكسندر 148.5 رطلاً، أي ما يزيد بمقدار رطلين ونصف عن الحد الأقصى لوزن الريشة غير المسموح به. سيفقام النزال في الوزن غير المحدد مع تنازل ألكسندر عن 30% من محفظته التي ستذهب إلى خصمه بوجدان جراد.

## الجوائز الإضافية
حصل المقاتلون التاليون على مكافآت بقيمة 50 ألف دولار.
- قتال الليلة: فينيسيوس أوليفيرا ضد سعيد نورماغوميدوف
- أداء الليلة: نصر الدين إيمافوف وبوجدان جراد